# Zdymadlo Modřany

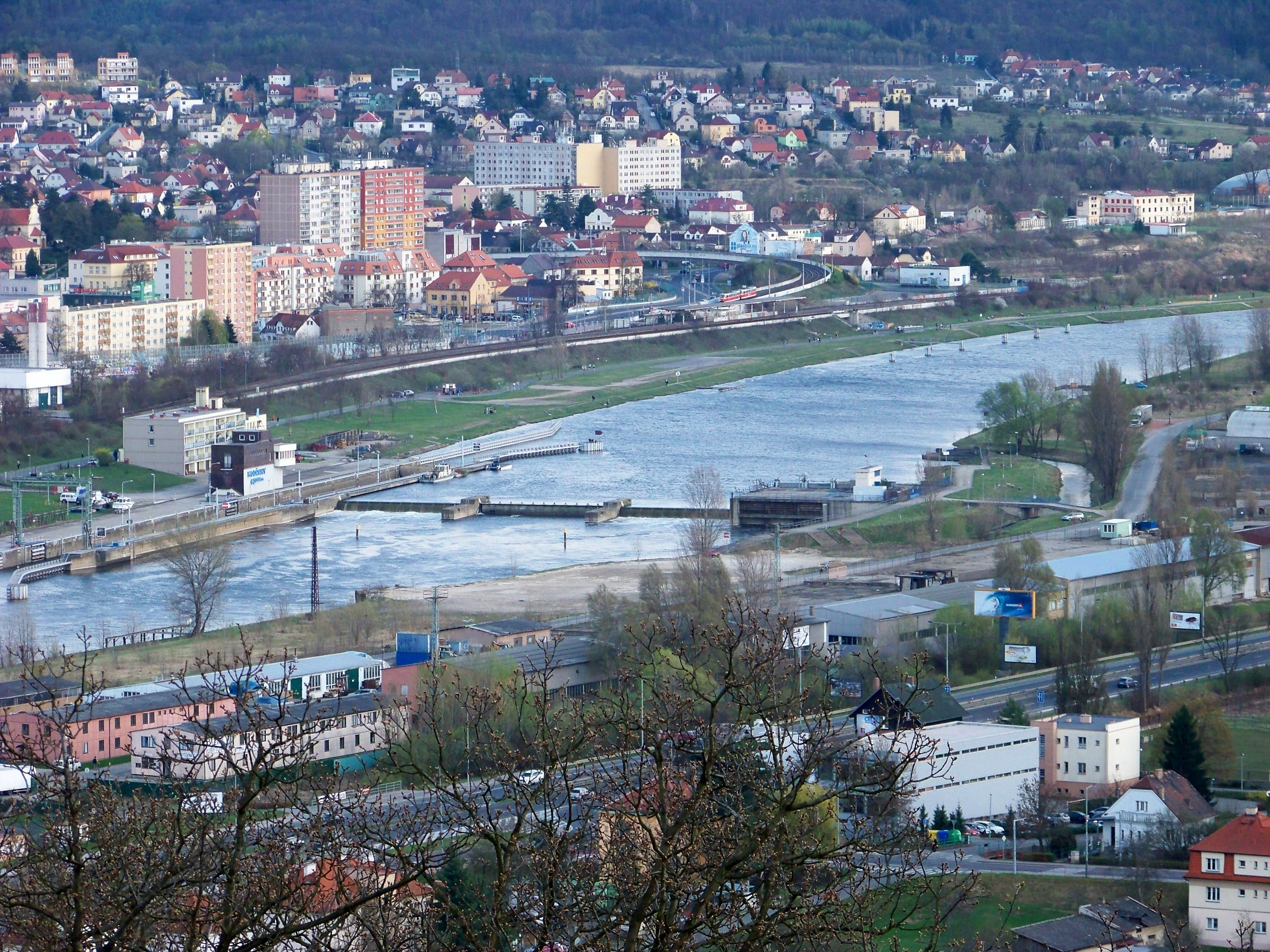
Modřanský jez, pohled od kostela sv. Jana Nepomuckého v Chuchelském háji

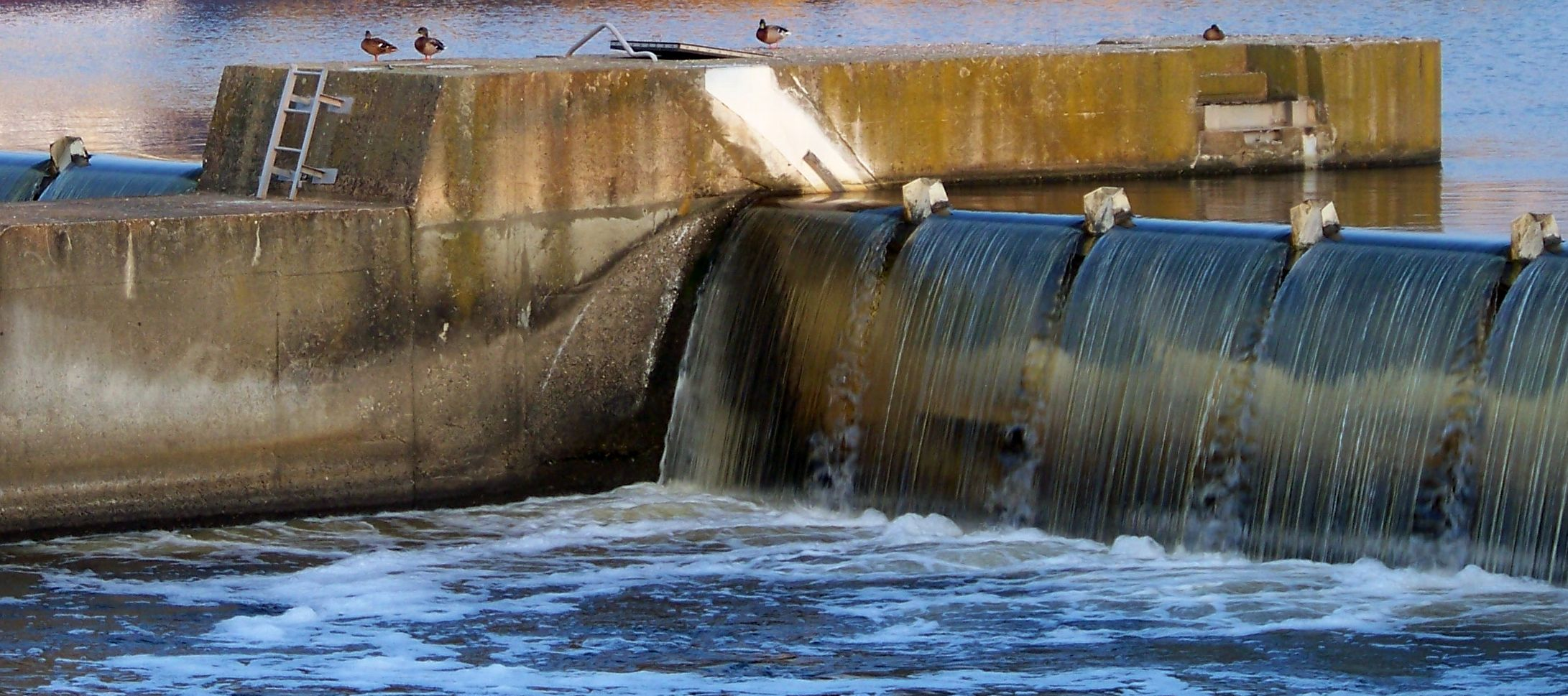
Detail jezu

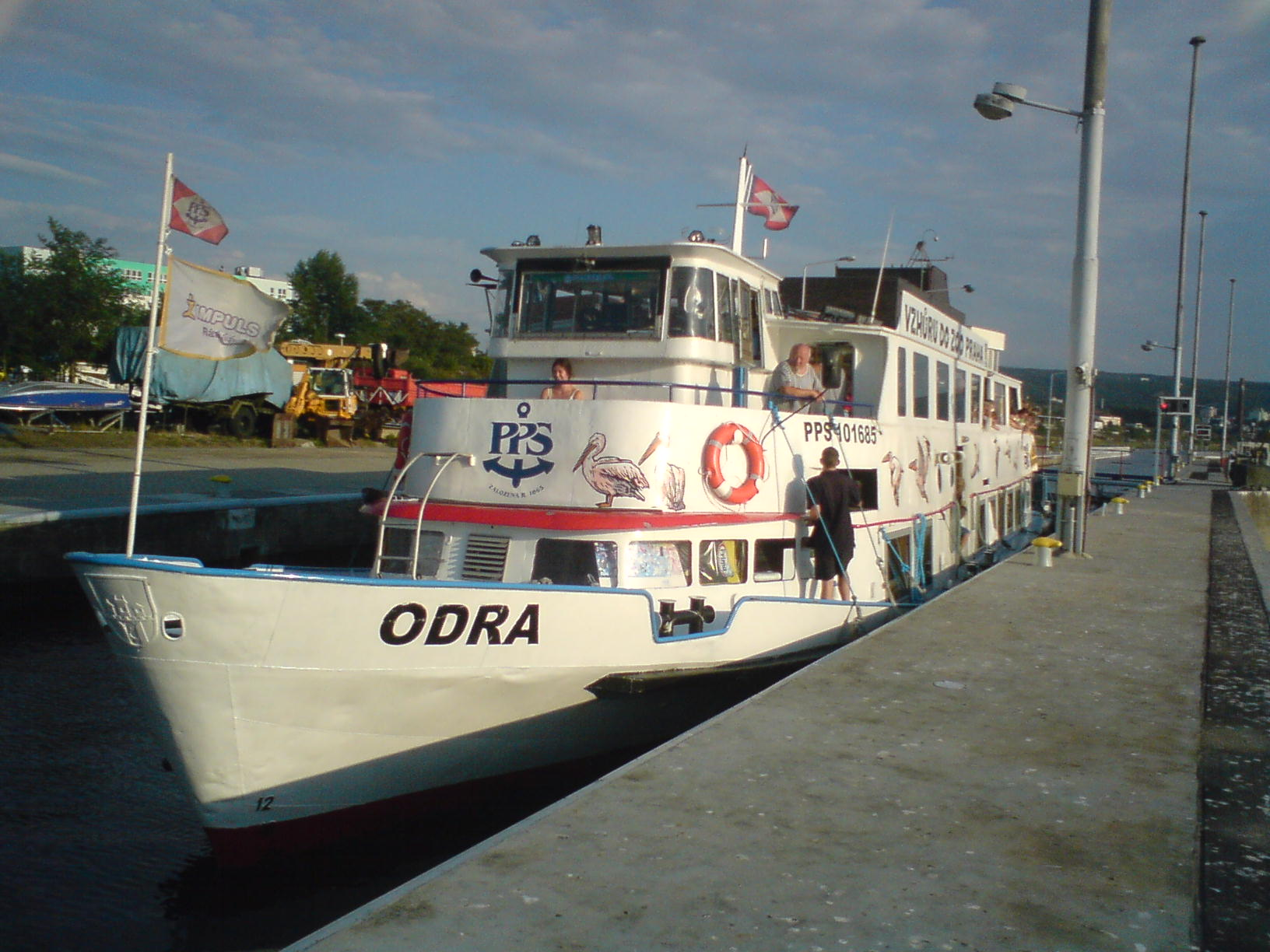
Loď v plavební komoře

Zdymadlo Modřany je vodní stupeň na Vltavě v modřanské úžině, na říčním kilometru 66,75, po proudu první a historicky nejnovější zdymadlo na území Prahy. Předchází mu na Vltavě vranská přehrada a následuje zdymadlo Smíchov, vzdutí zasahuje i na Berounku. Modřanské zdymadlo sestává z jezu, plavebních komor při pravé straně řeky, sportovní plavební propustě při levém břehu a malé vodní elektrárny. Provozovatelem je státní podnik Povodí Vltavy.

## Historie
V 18. století se na řece budovaly jezy a podél řeky stezky pro koňské potahy tahající lodě proti proudu. První plavební komora u jezu v Modřanech měla rozměry 26 × 7 metrů a byla vybudována již v roce 1729 či 1730. Vyprojektoval ji inženýr Ferdinand Schor rok po kamenné plavební komoře u županovického jezu. Modřanská plavební komora byla zhotovena ze dřeva a hned v roce 1730 ji poničily jarní ledy. Ani jedna z těchto komor se do dnešních dob nedochovala.
Moderní modřanský jez byl vybudován proto, aby umožnil celoroční plavbu z dolní Vltavy a Labe jak k radotínskému přístavu, tak k vranské přehradě. Před vybudováním jezu zde plavební hladina klesala až na 50 – 70 centimetrů. Vzdutí hladiny navíc umožnilo odebírat vodu z Vltavy pro Podolskou vodárnu v Komořanech, před soutokem s Berounkou.
Jez byl budován v letech 1979 až 1987, první lodě propluly plavební komorou v květnu 1984. Náklady na stavbu byly asi 210 milionů Kčs. V roce 1979, kvůli modřanskému jezu zanikl přívoz z roku 1933, který umožňoval přístup z Modřan k nádraží Velká Chuchle. V místě strnadského přívozu se v roce 1988 kvůli výstavbě modřanského jezu zvýšila hladina o 1 metr a kvůli zpomalení proudu Vltavy musela být na loď místo bidla nasazena vesla.

## Jez
Jez je dlouhý 87 metrů (81 metrů), má tři pole o šířce 27 metrů, oddělená třímetrovými pilíři. Hradicí konstrukcí je ocelová klapka o výšce 3,30 metru. Jez vytvořil plavební hloubku 3,5 metru, rozdíl hladin je 2,4 metru. Pod řekou prochází 90 metrů dlouhá obslužná štola, jejíž strop má tloušťku 115 centimetrů. Plocha vzdutí je 74,2 ha, objem zadržené vody 1,73 milionu m3 (0,7 milionu m3), délka vzdutí je 9 km.

## Elektrárna
MVE Modřany má celkový výkon 1,62 MW. Elektrárna má tři Kaplanovy turbíny, každá z nich má hltnost 30 m3/s. Elektrárnu vlastní a provozuje společnost Czech Hydro.

## Plavební komory
Plavební komora je umístěna při pravé straně řeky. Má šířku 12 metrů a výšku 7 m. Na délku je rozdělena na dvě části, první o délce 90 metrů a druhou o délce 85 metrů. Komora má přímé plnění a vyprazdňování.
Na plavební komoře Modřany je podle vyhlášky Státní plavební správy celoroční provoz od 7 do 17 hodin. Požadavek na proplutí mezi 17 a 22 h lze uplatnit tentýž den do 14:30 hodin. Malá plavidla se přepravují vždy v lichou hodinu shora dolů a v sudou hodinu zdola nahoru. Plavba je zakázána při průtoku v profilu vodočtu Praha 450 m3/s a vyšším.
Objem přepraveného zboží se v letech 1997–2007 pohyboval od 2007 tisíc tun ročně v roce 1997 až k 18,3 tisíc tun v roce 2007, minimum v roce 2006 činilo 12,5 tun. Počet proplavených lodí kolísal ve stejném období ročně 1307 (v roce 2002) a 2633 (v roce 2007).
Osobní lodní doprava přes Modřany byla zahájena roku 1865. Po roce 1880 zde měla osobní lodní doprava i dopravní význam, po výstavbě silnic a železničních tratí kolem řeky však zůstal jen rekreační účel. V současné době o sobotách a nedělích v letní sezoně projíždí zdymadlem jeden pár lodních spojů Pražské paroplavební společnosti na trase Praha–Slapy.

### Sportovní propust
Při levém břehu je zřízen kanoistický kanál a v jeho závěru retardérová propust. U začátku kanálu je betonové molo. Nad kanálem vede veřejně přístupný můstek na ostrov, který je kanálem vytvořen.